# Kay Wiestål
Kay Wiestål (Holmsund, 16 ottobre 1940 – 14 novembre 2020) è stato un allenatore di calcio e calciatore svedese, di ruolo attaccante.

## Biografia
Sposatosi con Camilla, da cui ebbe la figlia Charlotta, fu uno dei promotori del premio sportivo "Victoriadagen" organizzato sull'isola di Öland in onore di Vittoria di Svezia dal 1979.

### Carriera

#### Calciatore
Iniziò la carriera nell'IFK Östersund, giocando nella serie cadetta nella stagione 1959.
Nel 1963 passò al Djurgården, club nel quale militerà sino al 1967, vincendovi due campionati (1964 e 1966). Con il club capitolino prese parte anche a due edizioni della Coppa Campioni, i tornei del 1965-1966 e 1967-1968, venendo eliminato con i suoi in entrambe le occasioni ai sedicesimi di finale. In totale Wiestål giocò tre incontri nella massima competizione europea per club. 
Vantava inoltre due presenze, con una rete, nella Coppa delle Fiere 1966-1967, da cui fu eliminato con il suo club al primo turno dai tedesco-orientali del Lokomotive Lipsia.
Nel 1968 si trasferì negli Stati Uniti d'America per giocare negli Oakland Clippers nella stagione d'esordio della NASL. A stagione in corso passò ai St. Louis Stars, con cui ottenne il terzo posto nella Gulf Division, non accedendo alla fase finale del campionato.
Tornato in patria rivestì il ruolo di allenatore-giocatore dell'Ope.

#### Allenatore
Nella stagione 1975 ottenne la promozione nella massima serie svedese ala guida del Kalmar.
La stagione seguente fu sollevato dall'incarico dopo una sconfitta per 9-2 contro l'IFK Sundsvall.

### Malattie e morte
Nel 2010 fu colpito da un infarto e da un ictus, dai quali però si riprese. Kay Wiestål morì nel 2020, vittima di complicazioni da Covid-19.

## Palmarès

### Giocatore
- Allsvenskan: 2

Djurgården: 1964, 1966

### Allenatore
- Division 2: 1

Kalmar: 1975